# Constitution de l'Abkhazie
Lire en ligne

Consulter

La Constitution de la République d'Abkhazie (russe : Конститу́ция Респу́блики Абха́зия) fut adoptée lors de la 12e réunion du Conseil suprême de la République d'Abkhazie le 26 novembre 1994, et par un référendum le 3 octobre 1999 (avec un amendement). Sergei Shamba déclara qu'il avait écrit l'heure exacte de l'adoption, celle-ci étant 17 h 14.

## Structure
La Constitution est composée de sept chapitres.
1. Principes du système constitutionnel
2. Droits de l'homme et libertés du citoyen
3. Pouvoir législatif
4. Pouvoir exécutif
5. Pouvoir judiciaire
6. Gouvernement local
7. Amendements constitutionnels et procédure de révision

## Sources
- (en) Cet article est partiellement ou en totalité issu de l’article de Wikipédia en anglais intitulé « Constitution of Abkhazia » (voir la liste des auteurs).

## Compléments